# Bernard Paget
Pour les articles homonymes, voir Paget.
Bernard Charles Tolver Paget (15 septembre 1887 - 16 février 1961) est un officier supérieur de la British Army (armée de terre britannique) pendant la Seconde Guerre mondiale.
Il commande le 21e groupe d'armées de juin à décembre 1943 et est commandant en chef du Middle East Command (commandement du Moyen-Orient) de janvier 1944 à octobre 1946. Il est le général le plus ancien de l'armée britannique.

## Biographie

### Enfance et Première Guerre mondiale
Paget est né à Oxford, Oxfordshire, fils du très révérend Francis Paget, deuxième fils de Sir James Paget, 1er baronnet , et fait ses études à la Shrewsbury School de 1901 à 1906 et au Royal Military College, Sandhurst de 1906-1907. Paget est commissionné en tant que sous-lieutenant dans l'Oxfordshire Light Infantry le 13 novembre 1907 qui devient l'Oxfordshire and Buckinghamshire Light Infantry en 1908. Paget est affecté le 15 décembre 1907 au 2e Bataillon de la Oxfordshire Light Infantry (52e) à Tidworthdans le Wiltshire. Le 5 février 1908, il est transféré au 1st Oxfordshire Light Infantry (43e) à Lucknow, Inde. Il est promu lieutenant en 1910.
Au début de la Première Guerre mondiale en août 1914, il est nommé adjudant du nouveau 5e (Service) Bataillon stationné à Aldershot, composé principalement de volontaires pour la Kitchener's Army, avec lequel il se rend sur le front occidental le 20 mai 1915. Il est promu capitaine le 10 juin 1915. Le bataillon sert au sein de la 42e Brigade, elle-même faisant partie de la 14e Division (légère). Le 25 septembre 1915, Paget et son bataillon prennent part à la bataille de Loos ; il est l'un des deux seuls officiers du bataillon à survivre à la bataille. Le 30 septembre 1915, il prend le commandement temporaire du 5e bataillon (de service). Il quitte le bataillon pour devenir major de la 42e brigade d'infanterie le 20 novembre 1915. Paget est décoré de la Military Cross en novembre 1915 et du Distinguished Service Order en janvier 1918. Il est mentionné quatre fois dans les dépêches et est blessé cinq fois pendant la guerre. Après avoir été blessé le 26 mars 1918, Paget est évacué vers le Royaume-Uni où il devient instructeur au Staff College de Cambridge et reste à ce poste jusqu'à la fin de la guerre.

### L'entre-deux-guerres
La guerre prend fin en novembre 1918 et, pendant l'entre-deux-guerres, il reste dans l'armée britannique. Ayant été fait major breveté en 1917, il est promu major en 1924 et lieutenant-colonel breveté l'année suivante. Paget est promu colonel en 1929 et devient commandant du dépôt de Cowley Barracks, à Oxford, en 1930. Il est à l'origine de la fondation de la chapelle régimentaire à la cathédrale Christ Church d'Oxford, en 1930. Il est instructeur en chef au Staff College, à Quetta, en Inde britannique (maintenant le Command and Staff College, au Pakistan), de 1932 à 1934. Paget commande la 4e brigade d'infanterie de Quetta de 1936 à 1937. Il est promu général de division en décembre 1937 et est commandant du Staff College, à Camberley, de 1938 à 1939.

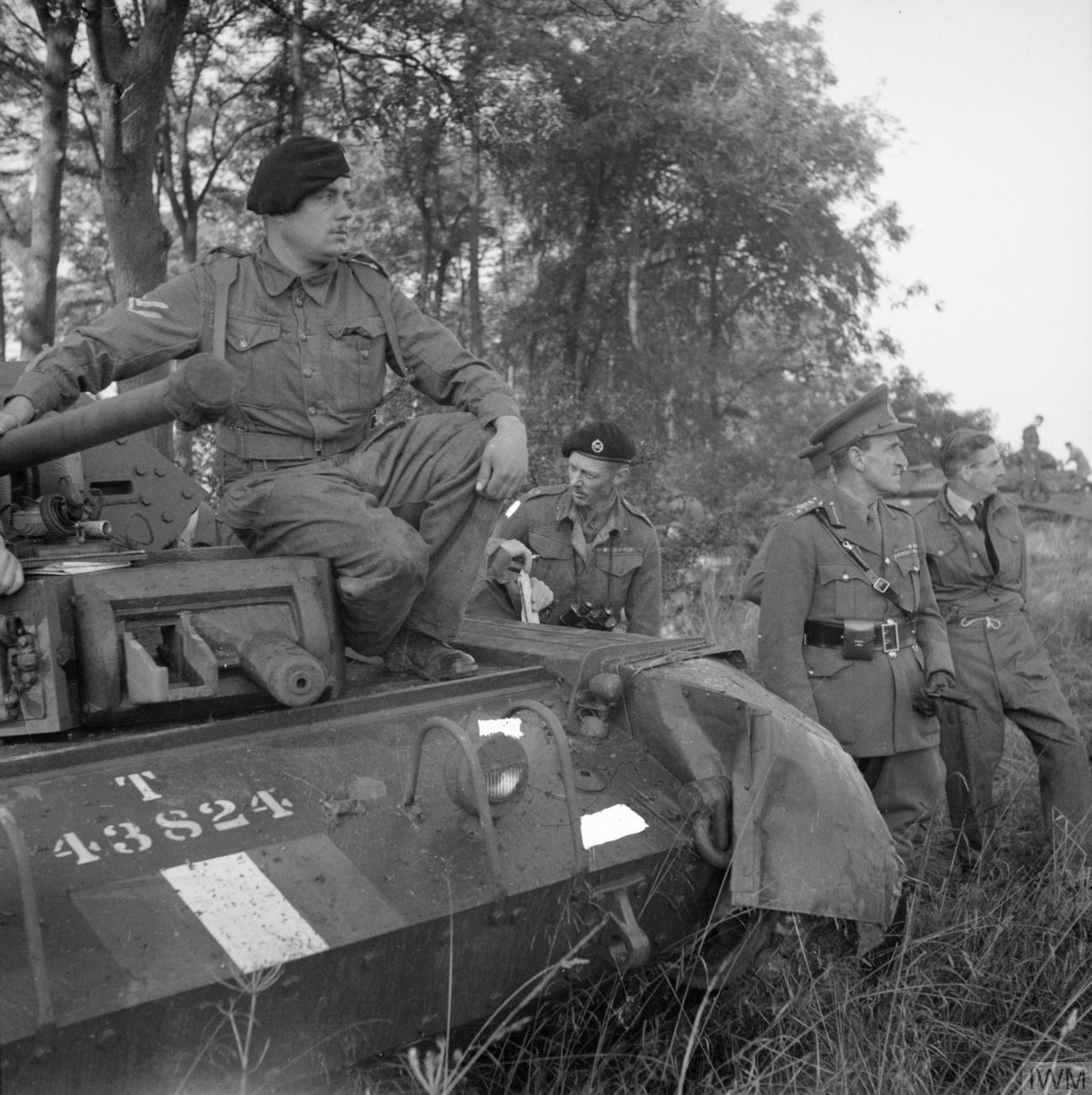
Le lieutenant général sir Bernard Paget et sir Anthony Eden, le secrétaire d'État aux Affaires étrangères et au Commonwealth, assistent à un exercice impliquant la 42e division blindée près de Malton dans le North Yorkshire, le 29 septembre 1942. Au premier plan, un char Crusader. A la droite de Paget se trouve le GOC (General Officer Commanding), le major général Miles Dempsey.

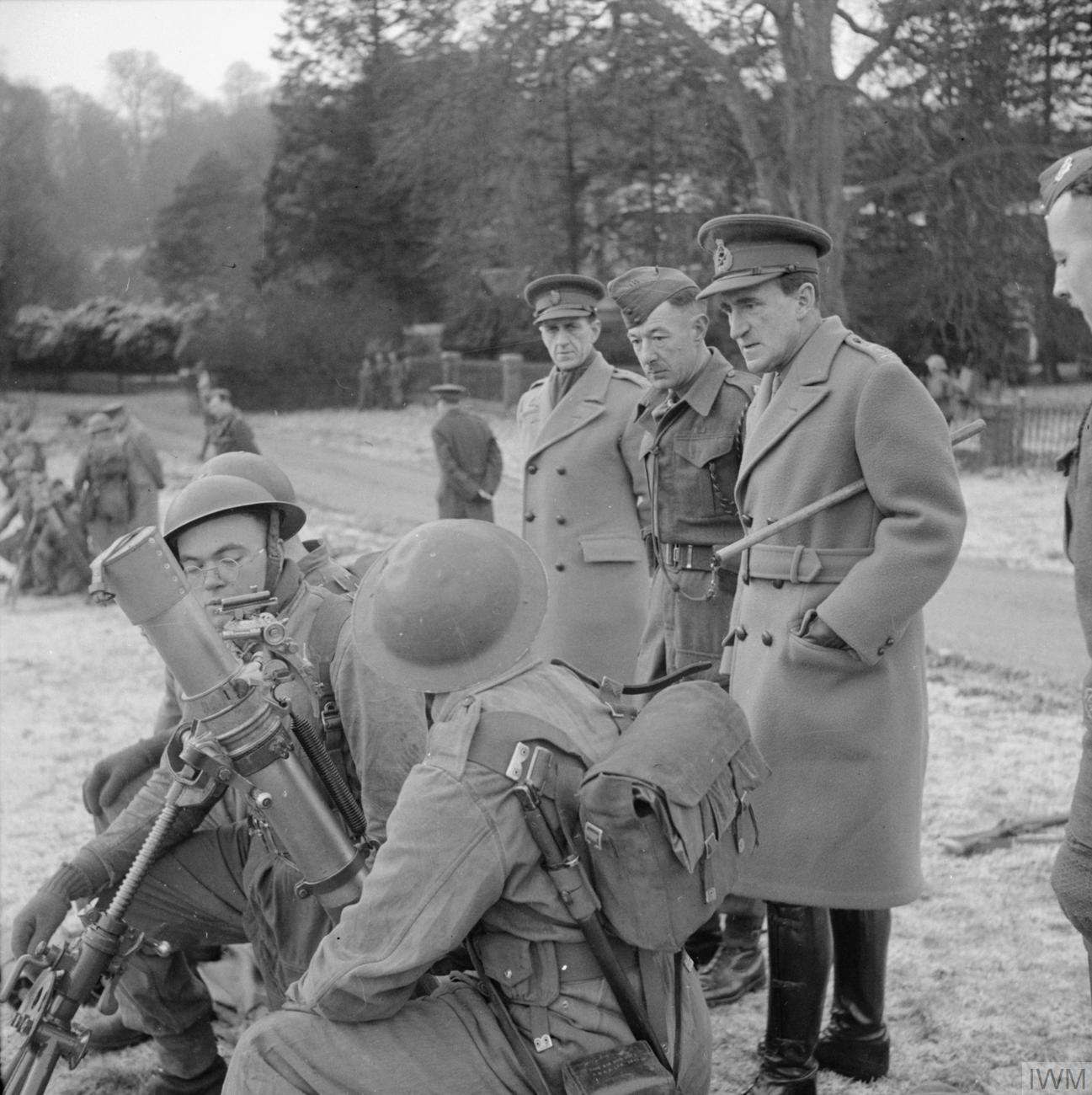
Le lieutenant-général sir Bernard Paget, commandant des forces intérieures, inspectant l'équipe d'un mortier de 3 pouces, 9 janvier 1943.

### La Seconde Guerre mondiale
Fin novembre 1939, près de trois mois après le début de la Seconde Guerre mondiale, Paget prend le poste d'officier général commandant (GOC, General Officer Commanding) de la 18e division d'infanterie, une formation de l'Armée territoriale (AT) récemment levée, et abandonne le commandement à la mi-mai 1940. Avec le grade intérimaire de lieutenant général, il commande les forces britanniques lors du retrait à Åndalsnes en Norvège en 1940 pendant la campagne de Norvège, et est ensuite nommé Compagnon de l'Ordre du Bain. Il est promu lieutenant général et nommé officier général commandant en chef (GOC-in-C) du Commandement du Sud-Est en 1941. Il est fait chevalier commandant de l'Ordre du Bain dans la liste des honneurs du Nouvel An à la fin de l'année. Il devient ensuite GOC du GHQ Home Forces avec le grade intérimaire de général en décembre 1941. Le grade de général est permanent en juillet 1943. Paget commande le 21e groupe d'armées au Royaume-Uni de juin à décembre 1943 avant que le général sir Bernard Montgomery ne prenne la relève. En janvier 1944, il devient commandant en chef (commander-in-chief, C-in-C) du Middle East Commandjusqu'en octobre 1946, date à laquelle il prend sa retraite de l'armée. Il est nommé aide de camp supplémentaire du roi George VI en octobre 1944.
Son dernier acte de la Seconde Guerre mondiale a lieu entre mai et juillet 1945 pendant la crise du Levant : 
Le 30 mai 1945, à propos de manifestations antifrançaises à Damas, en Syrie française, Churchill informe René Massigli, ambassadeur de France à Londres, que, sous réserve de l’assentiment du président Truman, le général Paget, en tant que commandant en chef au Moyen-Orient, entre en Syrie et doit rétablir l’ordre. Pour de Gaulle, il est clair que la Grande-Bretagne cherche à humilier la France. Le 31 à 3 heures du matin, il donne ses instructions au général Paul Beynet : les troupes françaises doivent garder leur position, et aucun soldat français « ne doit, sous aucun prétexte, se laisser démunir d’aucune partie de son matériel ». Le général Paget informe officiellement les deux gouvernements, libanais et syrien, qu’il veut rétablir l’ordre en Syrie, par un couvre-feu jusqu’au retour au calme. Dans les rues, des soldats britanniques prennent position à côté des soldats français. Les troubles cessent. Le 4 juin, de Gaulle déclare à l’ambassadeur britannique Cooper la phrase devenue célèbre : « Nous ne sommes pas, je le reconnais, en mesure de vous faire actuellement la guerre. Mais vous avez outragé la France et trahi l’Occident. Cela ne peut être oublié. ».
Paget a été le commandant en chef qui a servi le plus longtemps pendant la Seconde Guerre mondiale et devient le général le plus ancien de l'armée britannique. En décembre 1944, il est décoré de la Grand-croix de l'Ordre Polonia Restituta par le gouvernement polonais en exil. En 1946, il est élevé au rang de Chevalier Grand Croix de l'Ordre du Bain.
Après la guerre, Paget est colonel de l'Oxfordshire and Buckinghamshire Light Infantry d'octobre 1946 à septembre 1955. En mai 1954, il présente les nouveaux Queen's Colours au régiment à Osnabrück. Le 8 mai 1955, il remet les anciens Queen's Colours au doyen de la cathédrale Christ Church pour qu'il les conserve lors d'une cérémonie à la cathédrale Christ Church, à Oxford. Il tire son dernier salut de son régiment en tant que colonel commandant lors de la parade commémorant le bicentenaire du 52e le 14 octobre 1955 à Osnabrück, en Allemagne de l'Ouest. Il est colonel du Intelligence Corps et colonel du Reconnaissance Regiment. Il est directeur du Ashridge College of Citizenship de 1946 à 1949. Il est gouverneur du Radley College, du Eastbourne College, du St Edwards and Welbeck College. Paget est président de l'Army Benevolent Fund. Il est gouverneur du Royal Hospital Chelsea de 1949 à 1956.
Il prend sa retraite à Petersfield, dans le Hampshire en 1957. Il est nommé lieutenant adjoint (Deputy lieutenant) du Hampshire en 1960.
Paget est nommé comme Chevalier Grand-Croix de l'Ordre du Bain lors d'un service à l'Abbaye de Westminster le 27 octobre 1960 et sa bannière est suspendue dans la chapelle Henry VII.

### Famille
Il épouse Winifred Nora Paget le 7 février 1918, avec qui il a deux fils. Son fils cadet, le lieutenant Tony Paget, est mort le 5 mars 1945 des suites de blessures reçues lors de son service au sein du 1er Bataillon, Oxfordshire and Buckinghamshire Light Infantry (le 43e) pendant la bataille de Reichswald (Opération Veritable). Il reçoit l'Ordre du service distingué pour sa bravoure pendant la bataille.
Son fils aîné, sir Julian Paget, 4e baronnet, CVO, est engagé dans les Coldstream Guards et sert dans le nord-ouest de l'Europe pendant la Seconde Guerre mondiale. Il commande un bataillon des Coldstream Guards avant de prendre sa retraite de l'armée en 1969. Il devient historien militaire et auteur de nombreux ouvrages. Il est Gentleman Usher de la Reine de 1971 à 1991. Il hérite du titre de 4e baronnet en 1972. Il est décédé le 25 septembre 2016.
Le général sir Bernard Paget est décédé le 16 février 1961.

## Décorations

### Décorations britanniques
- Chevalier Grand-croix de l'Ordre du Bain

- Compagnon de l'Ordre du Service distingué (Distinguished Service Order)

- Croix militaire

- Citation militaire britannique

### Décorations étrangères
- Commandeur en chef de la Legion of Merit (Etats-Unis)

- Médaille d'argent de la valeur militaire (Italie)

- Chevalier Grand-croix de l'Ordre Polonia Restituta (Pologne)

- Grand officier avec palme de l'Ordre de Léopold (Belgique)

- Croix de guerre avec palme (Belgique)

- Chevalier Grand-croix de l'Ordre de Saint-Olaf (Norvège)